# Stanisław Dziwisz
Stanisław Jan Dziwisz (pronunție în poloneză [staˈɲiswav ˈdʑiviʂ]; n. 27 aprilie 1939, Raba Wyżna⁠(d), Powiatul Nowy Targ, voievodatul Polonia Mică, Polonia) este un prelat polonez al Bisericii Catolice. A slujit ca arhiepiscop de Cracovia din 2005 până în 2016 și a fost înălțat la rangul de cardinal în 2006. El a fost secretarul influent și de lungă durată al papei Ioan Paul al II-lea, prietenul papei Benedict al XVI-lea și un susținător înflăcărat al beatificării lui Ioan Paul al II-lea.

## Biografie

### Preot și secretar personal al lui Karol Wojtyła
Stanisław Jan Dziwisz s-a născut în satul Raba Wyżna (voievodatul Polonia Mică) ca fiu al lui Stanisław Dziwisz, muncitor feroviar, și al soției sale, Zofia Bielarczyk. El era al cincilea din cei șapte copii ai familiei și a avut patru frați și două surori. În timpul celui de-al Doilea Război Mondial, soții Dziwisz au ascuns un evreu în casa lor. Când tânărul Stanisław avea doar nouă ani, tatăl său a murit după ce a fost lovit de un tren în timp ce traversa liniile de cale ferate. Băiatul a urmat școala secundară clasică (Liceum) din orașul Nowy Targ, promovând examenul de bacalaureat în 1957.
Dziwisz s-a înscris apoi la Seminarul Mare din Cracovia, unde și-a finalizat studiile de filosofie și teologie. A fost hirotonit preot pentru Arhidieceza de Cracovia la 23 iunie 1963 în Catedrala Arhiepiscopală din Cracovia de Karol Wojtyła, care îndeplinea atunci funcția de episcop auxiliar al arhidiecezei. Prima sa misiune a fost ca preot vicar al parohiei din orășelul Maków Podhalański, unde a slujit timp de doi ani. Și-a continuat apoi studiile la Facultatea de Teologie din Cracovia, specializându-se în liturgică și obținând titlul de licențiat în teologie în 1967. Karol Wojtyła, care devenise arhiepiscop de Cracovia în 1964, l-a numit pe tânărul preot Dziwisz în octombrie 1966 ca secretar personal. Dziwisz a îndeplinit această sarcină până la moartea lui Wojtyła în 2005.
Pe lângă atribuțiile sale de secretar personal, Dziwisz a ocupat funcția de profesor de liturgică la Institutul Catehetic Superior din Cracovia, redactor al revistei oficiale a curiei arhidiecezane Notificationes e Curia Metropolitana Cracoviensi, membru și secretar al Comisiei Liturgice a Arhidiecezei și membru al Consiliului Prezbiteral. A luat parte, de asemenea, la lucrările Comitetului pentru Anul Sfânt (1974–1975) și la Sinodul Pastoral de la Cracovia (1972–1979). În anul 1981 a obținut titlul de doctor în teologie din partea Facultății de Teologie din Cracovia, cu o teză intitulată „Cultul Sfântului Stanislau, episcopul Cracoviei, până la Conciliul Tridentin”.
Dziwisz l-a însoțit pe Wojtyła la conclavul papal din august 1978, care l-a ales pe papa Ioan Paul I. Ca urmare a morții papei Ioan Paul I după numai treizeci și trei de zile, cardinalul Wojtyła s-a întors la Roma pentru a participa la următorul conclav și a fost ales papă, alegându-și numele Ioan Paul al II-lea. Dziwisz a fost numit secretarul său particular și a slujit în această calitate pe tot parcursul pontificatului de 27 de ani al lui Ioan Paul al II-lea.
Dziwisz a fost numit episcop titular de San Leone și prefect adjunct al Prefecturii Casei Pontificale în 7 februarie 1998. El a fost hirotonit episcop în 19 martie 1998 de către papa Ioan Paul al II-lea, împreună cu cardinalul secretar de stat Angelo Sodano și cu cardinalul arhiepiscop de Cracovia Franciszek Macharski. Ioan Paul l-a înălțat pe Dziwisz la rangul de arhiepiscop în 29 septembrie 2003.
În 2004 Dziwisz a fost menționat ca sursă a unei afirmații de susținere de către papă a filmului Patimile lui Hristos, ceea ce a necesitat intervenția funcționarilor oficiali de la Vatican care au clarificat că papa nu face niciodată astfel de afirmații.

### Moartea lui Ioan Paul al II-lea

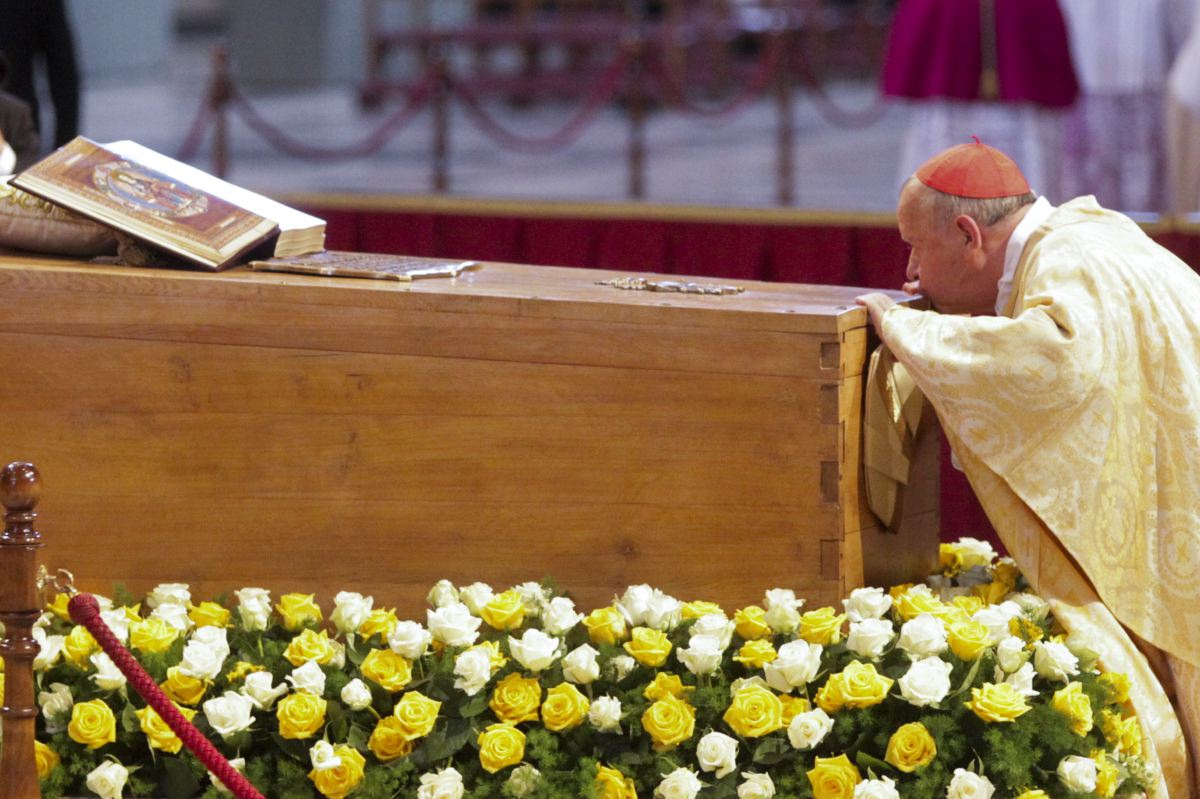
Cardinalul Dziwisz sărută sicriul lui Ioan Paul al II-lea la Liturghia de beatificare din 1 mai 2011.

În timp ce Vaticanul nega zvonurile că sănătatea papei se înrăutățea, ziarul roman Il Messaggero a consemnat că Dziwisz i-ar fi spus unui preot: „Rugați-vă pentru papă, deoarece se simte tot mai rău”. La 31 martie 2005 Dziwisz a săvârșit taina Sfântului Maslu pentru papă. Înainte de moartea lui Ioan Paul al II-lea, Dziwisz l-ar fi ajutat să scrie un mesaj adresat personalului Casei Papale prin care îi ruga pe angajați să nu se întristeze pentru că el (Ioan Paul) era fericit și îi îndemna să fie fericiți. În 2013 Dziwisz a spus că papa Ioan Paul al II-lea nu s-a retras din funcție, în ciuda sănătății sale tot mai precare, deoarece el credea că „nu poți coborî de pe cruce”.
În momentul morții papei Ioan Paul al II-lea la 2 aprilie 2005, Stanisław Dziwisz era lângă patul lui. Potrivit regulilor instituite chiar de Ioan Paul, Dziwisz a strâns lucrurile personale ale defunctului papă și a eliberat apartamentele papale înainte ca acestea să fie sigilate de Camerlengo. În timpul liturghiei de recviem pentru papa Ioan Paul, care a fost celebrată la 8 aprilie 2005, arhiepiscopul Dziwisz a primit onoarea de a așeza un voal de mătase albă pe fața papei înainte ca trupul acestuia să fie depus în trei sicrie separate. A fost ultimul său act de serviciu ca secretar papal. Dziwisz fost unul dintre puținii oameni pe care papa Ioan Paul al II-lea i-a menționat în testamentul său, în care a scris: „și îi mulțumesc pentru ajutor și colaborare, că a fost atât de înțelegător timp de atâția ani”.

### Arhiepiscop de Cracovia și cardinal
La 3 iunie 2005 noul papă Benedict al XVI-lea l-a numit pe Dziwisz ca succesor al cardinalului Franciszek Macharski în funcția de arhiepiscop de Cracovia.Format:Infobox cardinal stylesLa consistoriul din 24 martie 2006, Dziwisz a fost ridicat la rangul de cardinal, devenind cardinal preot de S. Mariae de Populo. Dziwisz fusese menționat anterior ca posibilul cardinal creat in pectore de Ioan Paul al II-lea în 2003, dar identitatea acelei persoane a rămas necunoscută la moartea papei.
La 6 mai 2006 papa Benedict al XVI-lea l-a numit pe Dziwisz ca membru al Congregației pentru Educație Catolică și al Consiliului Pontifical pentru Comunicații Sociale.

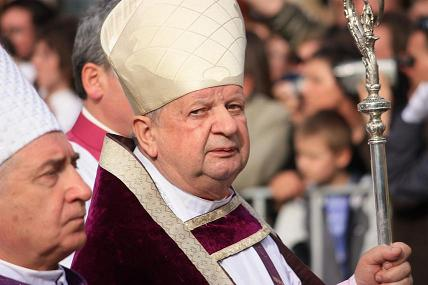
Cardinalul Dziwisz în 2010

La 26 mai 2010 Dziwisz a primit premiul Interreligios „Cardinalul Bea” al Ligii Anti-Defăimare. Abraham Foxman, președintele ligii, a afirmat următoarele: „Cardinalul Dziwisz este un prieten prețios al poporului evreu și cineva în care știu că pot avea încredere și căruia mă pot adresa în momente de tensiune sau de dispută”. Dziwisz a răspuns:
| “ | În calitate de episcop de Cracovia, aș dori să vă asigur pe toți că Biserica Catolică din Polonia vrea să urmeze exemplul papei Ioan Paul al II-lea și să dezvăluie curajos și să respingă tot ceea ce face ca viața catolicilor polonezi să se îndepărteze de Evanghelie. Din acest motiv, observăm cu rușine că, în ciuda învățăturilor clare ale papilor recenți cu privire la atitudinile adecvate ale catolicilor față de evrei, mulți dintre noi nu au reușit să depășească prejudecățile, resentimentele înrădăcinate și stereotipurile dăunătoare. | ” |

În 2012 Dziwisz a efectuat o călătorie mai amplă în Statele Unite ale Americii, ocazie cu care a vizitat parohiile cu o prezență poloneză semnificativă din Arhidieceza de Newark, New Jersey.
Dziwisz a participat la conclavul papal din martie 2013, care l-a ales pe papa Francisc.
La 8 decembrie 2016 papa Francisc a acceptat demisia lui Dziwisz din funcția de arhiepiscop de Cracovia și l-a numit ca succesor pe Marek Jędraszewski, arhiepiscopul de Łódź. La 27 aprilie 2019 Dziwisz a împlinit 80 de ani și a pierdut dreptul de a vota într-un conclav papal.

## Atitudinea față de cazurile Maciel și Groër
Dziwisz l-a susținut pe preotul romano-catolic mexican Marcial Maciel Degollado, fondatorul Legiunii lui Cristos și al mișcării Regnum Christi. Jurnalistul american Jason Berry a scris că Maciel a cultivat timp de mulți ani relații bune cu Vaticanul, trimițând periodic bani la Vatican. Sub Maciel, Legiunea lui Cristos a dirijat fluxuri financiare semnificative, prin intermediul lui Dziwisz, către papă și Vatican, sume care au fost întrebuințate pentru săvârșirea liturghiilor private ale papei în Palatul Apostolic. În ultima parte a vieții lui Maciel s-a aflat că el a săvârșit abuzuri sexuale asupra mai multor băieți și că a fost tatăl a șase copii, cu cel puțin două femei.
Dziwisz a avut un rol esențial în blocarea unei investigații cu privire la acuzațiile de abuz sexual asupra copiilor aduse cardinalului benedictin austriac Hans Hermann Groër, care a condus Arhidieceza de Viena și a prezidat Conferința Episcopilor din Austria. Groër, care a murit în 2003, a negat întotdeauna că ar fi săvârșit fapte greșite și a fost lăudat de papa Ioan Paul al II-lea ca un slujitor credincios. Cu toate acestea, episcopii romano-catolici din Austria erau de altă părere. Cu ocazia vizitei lor ad limina la Roma în 1998, episcopii austrieci l-au informat pe papă că ei, în calitate de membri ai Conferinței Episcopale Austriece, au dobândit certitudinea morală că acuzațiile aduse cardinalului Groer erau parțial adevărate.

## Stanisław Dziwisz în România
Cardinalul Stanisław Dziwisz a vizitat România în perioada 18-22 mai 2011. A sosit la București la 18 mai 2011, iar a doua zi a primit titlul Doctor honoris causa din partea Universității din București, a participat la un simpozion dedicat Fericitului Ioan Paul al II-lea la Academia Română, a sfințit o statuie a papei Ioan Paul al II-lea la Popești-Leordeni și a celebrat o liturghie în Catedrala „Sfântul Iosif” din București. În ziua de 20 mai s-a întâlnit cu patriarhul Daniel la Reședința patriarhală din București, după care a mers la Iași, unde a vizitat Institutul Teologic Romano-Catolic „Sfântul Iosif” și a celebrat Sfânta Liturghie pontificală în limba latină în capela institutului. A doua zi s-a deplasat, împreună cu episcopii Petru Gherghel și Aurel Percă, în satul Poiana Micului, unde a consacrat biserica dedicată Fericitului Papă Ioan Paul al II-lea, după care a vizitat Mănăstirea Voroneț și sanctuarul marian de la Cacica și s-a întâlnit cu comunitatea poloneză din Solonețu Nou. În ultima etapă a călătoriei a vizitat Decanatul Romano-Catolic de Suceava și casa Dom Polski din Suceava, unde a semnat în Cartea de Onoare. El s-a întors în acea seară la București, de unde a plecat a doua zi spre Polonia. În cursul vizitei sale, cardinalul polonez a oferit câte o fiolă cu sângele papei Ioan Paul al II-lea Catedralei „Sf. Iosif” din București, Institutului Teologic Romano-Catolic „Sfântul Iosif” din Iași și bisericii catolice din Poiana Micului.
În toamna anului 2016 cardinalul Dziwisz i-a oferit episcopului greco-catolic Florentin Crihălmeanu al Eparhiei de Cluj-Gherla o relicvă, însoțită de un atestat cu privire la prezența picăturilor din sângele papei Ioan Paul al II-lea.

## Scrieri
- Stanisław Dziwisz, A Life with Karol, Doubleday, 2008. ISBN: 978-0-385-52374-5
- Renato Buzzonetti, Angelo Comastri, Czeslaw Drazek, Stanislaw Dziwisz, Lăsați-mă să plec la casa Tatălui. Forța în slăbiciunea lui Ioan Paul al II-lea, Editura Sapientia, colecția Spiritualitate, 2006. Traducător: Mihai Patrașcu. ISBN: 973-8474-94-9